# 枕果榕
枕果榕（学名：Ficus drupacea）是桑科榕属的植物。分布于越南、印度、孟加拉国、斯里兰卡、泰国、尼泊尔、老挝、印度尼西亚、马来西亚、缅甸、菲律宾以及中国大陆的广东、海南等地，多生长在山谷密林下，目前已由人工引种栽培。

## 异名
- Ficus drupacea Thunb. var. pubescens (Roth) Corner